# Vejrballon
En vejrballon er en indretning, som meteorologer anvender til at foretage målinger i atmosfæren.
Den består af en stor ballon, som er fyldt med gas (som oftest hydrogen, men helium kan også bruges), hvor under der hænger en kapsel med meteorologiske måleinstrumenter. Denne kapsel kaldes en radiosonde. Vejrballoner bliver anvendt til at måle for eksempel atmosfæretryk, luftfugtighed og temperatur og hvorledes, disse varierer opefter i luftlagene. Data om vindstyrke og vindretning fås ved enten at spore ballonen med en radar eller at få data sendt fra en GPS. Ballonerne kan nå op til 40 km højde, før mindskningen i lufttrykket gør, at de sprækker. Målingerne sendes til målestationerne med en antenne.